# Kevin Feiersinger
Kevin Feiersinger (* 2. Februar 1992) ist ein deutsch-österreichischer Fußballspieler und Trainer.

## Als Spieler

### Verein
In seiner Jugend spielte Feiersinger unter anderem für den FC Bayern München, mit dem er 2009 im Finale um die B-Junioren-Meisterschaft dem VfB Stuttgart mit 1:3 nach Verlängerung unterlag. Danach wechselte er zum FC Augsburg. Im Sommer 2011 ging er zum Fünftligisten SVN Zweibrücken. Ein Jahr später wechselte er in die Regionalliga Südwest zur SV Elversberg. In der Saison 2012/13 stieg die SVE in die Dritte Liga auf; Feiersinger hatte fünf Saisontore beigesteuert. 2014 verließ er Elversberg, nachdem er in der Drittligasaison 2013/14 nur zu einem Kurzeinsatz gekommen war. Die Hinrunde 2014/15 absolvierte Feiersinger beim saarländischen Oberligisten FV 07 Diefflen, Anfang 2015 schloss er sich bis Saisonende dem luxemburgischen Erstligisten US Bad Mondorf an.
Im Sommer 2015 kehrte er ins Saarland zurück und wurde auf Anhieb mit dem SV Wallerfangen Meister in der Bezirksliga Saarlouis. Ebenso sicherte er sich die Torjägerkanone mit 29 Treffern in 29 Spielen. 2017 wechselte er weiter zum FV Siersburg in die Verbandsliga Süd/West, ein Jahr später zu den Sportfreunden Saarfels und 2019 wieder zurück nach Siersburg. Ab der Winterpause 2019/20 war er Spielertrainer in Saarfels und arbeitete dort bis zum Herbst 2021. Anschließend blieb er dem Verein noch ein Jahr weiter als Spieler erhalten.

### Nationalmannschaft
Feiersinger bestritt 2007 ein Spiele für die U-15-Auswahl des DFB gegen Polen (4:3). Anschließend absolvierte er noch drei Spiele für die U-16, in denen er ein Mal traf. Dieses Tor erzielte er am 26. Februar 2008 beim 1:0-Auswärtssieg in Italien.

## Als Trainer
Vom Sommer 2020 bis Herbst 2021 betreut Feiersinger als Spielertrainer die Sportfreunde Saarfels in der Kreisliga A Untere Saar (10. Liga).

## Sonstiges
Er ist nicht mit Wolfgang und Laura Feiersinger verwandt.